# ماده‌بلوط غربی
ماده‌بلوط غربی (نام علمی: Allocasuarina fraseriana) نام یک گونه از سرده ماده‌بلوط‌ها است.